# Raid over Moscow
Raid over Moscow, uscito anche come Raid o Raid!!! su Amstrad e in alcune riedizioni, è un videogioco pubblicato nel 1984 per Commodore 64 e nel 1985-1986 per gli altri home computer Amstrad CPC, Apple II, Atari 8-bit, BBC Micro, Enterprise e ZX Spectrum.
L'ambientazione è all'inizio di una guerra tra Stati Uniti e Unione sovietica, dove solo l'URSS ha intenzione di sferrare un attacco nucleare, mentre gli USA hanno già effettuato il disarmo; il giocatore controlla i piloti della stazione spaziale difensiva degli USA e deve compiere dei raid per distruggere tre basi di lancio di missili nucleari sovietiche e, infine, il centro di comando a Mosca. Il gioco consiste in diverse sequenze d'azione con meccanica differente, perlopiù di tipo sparatutto.
Il tema apertamente antisovietico del gioco causò delle critiche in particolare in Finlandia, dove una catena di eventi portò a coinvolgere il Parlamento, a ricevere dall'URSS una richiesta informale di censura, e a una protesta diplomatica contro i materiali antisovietici nei media finlandesi.

## Modalità di gioco
Il giocatore, avendo a disposizione un certo numero di velivoli che rappresentano le vite, deve raggiungere e distruggere le basi di lancio una alla volta per annullare i rispettivi attacchi nucleari. Ogni obiettivo ha un proprio limite di tempo prima dell'esplosione nucleare, e la partita è persa in caso di esaurimento dei velivoli oppure del tempo.
Il gioco inizia con una visuale satellitare su USA e URSS separate dall'Atlantico, con l'indicazione della base sovietica da cui sta avvenendo un lancio nucleare, il suo bersaglio, il tempo all'impatto e i velivoli totali rimasti al giocatore. Dopodiché inizia l'azione vera e propria, suddivisa in 5 livelli. La visuale satellitare e i primi 3 livelli si ripetono ciclicamente per tre volte, per ciascuna delle basi:
1. Si deve effettuare la manovra di uscita di un velivolo dall'hangar della stazione spaziale, con visuale in terza persona in prospettiva fissa. La gravità è ridotta e si dispone di propulsori per ruotare il velivolo, per sollevarlo e per spingerlo in avanti, ma non ci sono freni. Se si completa la manovra con successo si può scegliere se ripeterla per portare in missione un altro velivolo, o passare al livello successivo; portarne di più permette di non dover ricominciare da capo in caso di perdita di uno. Si torna infine alla schermata satellitare dove l'aereo, sotto forma di puntino, va portato manualmente sull'obiettivo (sequenza priva di pericoli).
2. Per raggiungere la base missilistica, si sorvola il territorio nemico a bassa quota in uno sparatutto a scorrimento verso destra, simile al videogioco Zaxxon. Si può variare la quota e si devono affrontare difese di terra e missili inseguitori.
3. L'attacco ai sili dei missili è concepito come uno sparatutto a schermata fissa, con l'aereo visto di spalle, che può spostarsi orizzontalmente e cambiare quota. L'obiettivo è un silo primario, ma ce ne sono altri quattro da distruggere per ottenere punti e aerei bonus, tenendo conto però del tempo rimasto.

Per l'attacco finale a Mosca si ripete soltanto il livello del sorvolo per raggiungere la città, poi i velivoli rimasti vengono convertiti in altrettanti soldati a piedi e si affrontano gli ultimi due livelli:
1. Il Centro di Difesa sovietico ha l'aspetto del Museo statale di storia, mostrato da una prospettiva fissa della Piazza Rossa, e bisogna eliminarne le difese esterne. Il soldato è visto di spalle, può muoversi orizzontalmente e sparare con un lanciarazzi a spalla ad alzo variabile.
2. Si entra infine nella stanza del reattore nucleare del Centro, dove sempre con visuale tridimensionale fissa bisogna affrontare uno alla volta dei robot di servizio. Il soldato si muove in orizzontale e spara dei dischi al robot in lontananza, ma può distruggerlo solo colpendolo da dietro, facendo rimbalzare il disco sulla parete di fondo. I dischi sono in numero limitato, ma si possono riprendere al volo quando tornano indietro.